# Amore e altri enigmi
Amore e altri enigmi (The Treatment) è un film del 2006 diretto da Oren Rudavsky, con protagonisti Chris Eigeman, Famke Janssen e Ian Holm, basato sull'omonimo romanzo, scritto da Daniel Menaker.

## Trama
Jake Singer è un insegnante di Letteratura presso la ‘Coventry’, una scuola privata di Manhattan, nella quale saltuariamente allena anche la squadra di basket.
Figlio del Dr. Arnold Singer, medico ormai in pensione, Jake è in cura presso il Dr. Ernesto Morales, psicanalista che spesso gli appare improvvisamente sotto forma di allucinazione per analizzare le diverse situazioni in cui si trova.
Quando tenta di recuperare la relazione con la sua ex Julia, lei lo precede dicendogli di essersi recentemente fidanzata e di avergli voluto comunicare personalmente la notizia, invitandolo alla festa organizzata a New York prima del matrimonio che si terrà ad Aspen.
Nel frattempo inizia a frequentare Allegra Marshall, che da poco ha perso il marito a causa di un’embolia cardiaca, e si prende cura del figlio adottivo di nove anni e della bimba di pochi mesi per la quale la coppia doveva completare la procedura di adozione, vincolata alla presenza di entrambi i genitori.

## Distribuzione
Il film è uscito nelle sale statunitensi il 28 aprile 2006.